# Nebulosa a riflessione

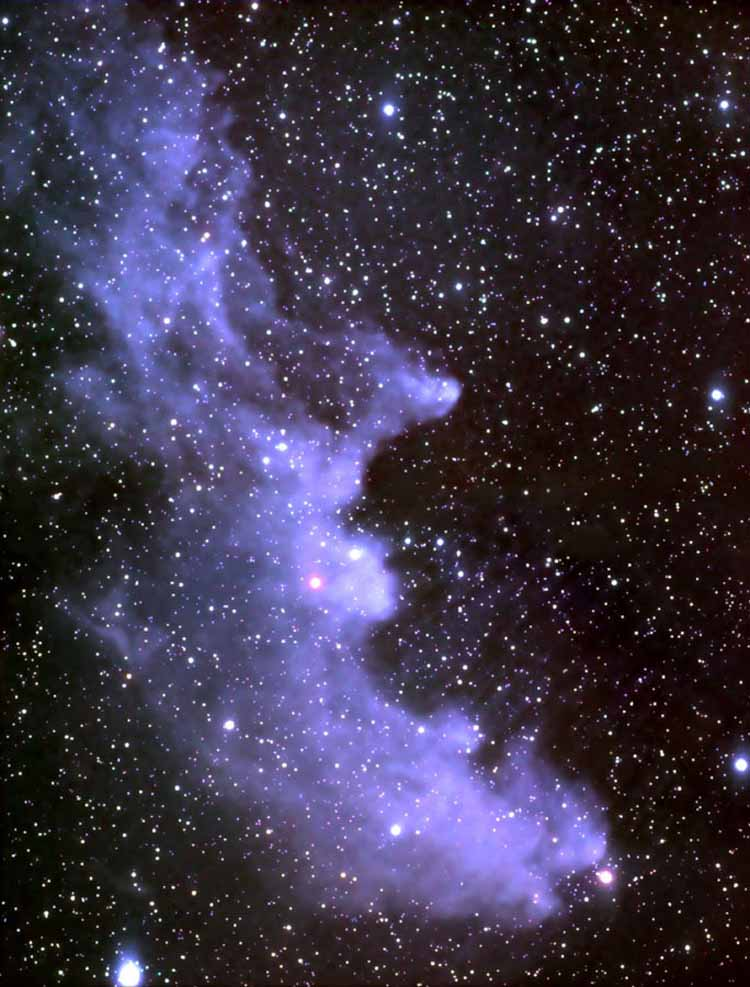
La nebulosa Testa di Strega (IC 2118), a circa 1000 anni luce dalla Terra, è associata col brillante astro Rigel nella costellazione di Orione. La nebulosa splende principalmente di luce riflessa da Rigel, che si trova poco sopra l'angolo superiore destro dell'immagine. Il colore blu non è causato solamente dal colore blu di Rigel ma anche perché i grani di polvere riflettono la luce blu più efficientemente della rossa.

In astronomia, le nebulose a riflessione  sono nubi di polvere che riflettono la luce di stelle vicine. Si formano quando le stelle (o la stella) vicine non sono calde abbastanza per causare la ionizzazione del gas, come nella nebulosa a emissione, ma sono abbastanza brillanti a dare sufficiente scattering e rendere visibile la polvere. Perciò lo spettro mostrato dalle nebulose a riflessione è simile a quello delle stelle che le illuminano. 
Fra le particelle microscopiche responsabili della diffusione ci sono i composti del carbonio (es. polvere di diamante) e composti di altri elementi, in particolare ferro e nichel. Gli ultimi due sono spesso allineati col campo magnetico galattico e causano la polarizzazione della luce diffusa (Kaler, 1998). La distinzione tra questi due tipi di nebulose fu fatta da Hubble nel 1922. 
Le nebulose a riflessione sono solitamente blu perché lo scattering è più efficiente per la luce blu che per la rossa (è lo stesso processo di diffusione che ci dà cieli blu e tramonti rossi). 
Nebulose a riflessione e nebulose a emissione si trovano spesso insieme, qualche volta sono entrambe definite come nebulosa diffusa, un esempio è la Nebulosa di Orione. 
Sono conosciute circa 500 nebulose a riflessione. Fra le più belle ci sono quelle che circondando le Pleiadi. Una nebulosa a riflessione blu può essere vista nella stessa area di cielo della Nebulosa Trifida. La gigante rossa Antares è circondata da una grande nebulosa a riflessione rossa. 
Le nebulose a riflessione sono solitamente luoghi di formazione stellare. 
Nel 1922, Edwin Hubble pubblicò il risultato delle sue ricerche sulle nebulose brillanti. Una parte di questo lavoro è la legge di luminosità di Hubble per le nebulose a riflessione che pone una relazione tra il diametro angolare (R) della nebulosa e la magnitudine apparente (m) della stella associata: 
5 log(R) = -m + k
dove k è una costante che dipende dalla sensibilità della misurazione.